# BAG2
BAG2‏ (BCL2 associated athanogene 2) هوَ بروتين يُشَفر بواسطة جين BAG2 في الإنسان.